# Club Sportivo Aquila Montevarchi 1978-1979
Questa pagina raccoglie le informazioni riguardanti il Club Sportivo Aquila Montevarchi nelle competizioni ufficiali della stagione 1978-1979.

## Organigramma societario
Area direttiva
- Presidente: Antonello Antonelli
- Segretario: Renato Piazzesi

Area tecnica
- Direttore sportivo: Roberto Giachetti
- Allenatore: Orlando Rozzoni, poi Costanzo Balleri

## Rosa
| N. |                   | Ruolo | Calciatore          |
| -- | ----------------- | ----- | ------------------- |
|    | Italia (bandiera) | D     | Walter Baroni       |
|    | Italia (bandiera) | A     | Giuseppe Bressani   |
|    | Italia (bandiera) | C     | Valerio Burroni     |
|    | Italia (bandiera) |       | Centofante          |
|    | Italia (bandiera) | A     | Francesco Fabbro    |
|    | Italia (bandiera) | D     | Paolo Galleni       |
|    | Italia (bandiera) | D     | Renato Gola         |
|    | Italia (bandiera) | C     | Maurizio Maniscalco |
|    | Italia (bandiera) | D     | Santino Merli Sala  |
|    | Italia (bandiera) | P     | Massimo Migliorini  |
|    | Italia (bandiera) | D     | Francesco Mura      |

| N. |                   | Ruolo | Calciatore        |
| -- | ----------------- | ----- | ----------------- |
|    | Italia (bandiera) | C     | Giuliano Niccolai |
|    | Italia (bandiera) | D     | Giovanni Poli     |
|    | Italia (bandiera) | P     | Roberto Politi    |
|    | Italia (bandiera) | A     | Dario Polvar      |
|    | Italia (bandiera) | C     | Luciano Sacchi    |
|    | Italia (bandiera) |       | Segoni            |
|    | Italia (bandiera) | C     | Attilio Sorbi     |
|    | Italia (bandiera) | A     | Claudio Taddeini  |
|    | Italia (bandiera) | A     | Oscar Tusi        |
|    | Italia (bandiera) | D     | Paolo Vaselli     |

## Risultati

### Campionato

#### Girone di andata
| 1º ottobre 1978 1ª giornata | Viareggio | 2 – 0 | Montevarchi |  |

| 8 ottobre 1978 2ª giornata | Montevarchi | 0 – 1 | Olbia |  |

| 15 ottobre 1978 3ª giornata | Imperia | 6 – 0 | Montevarchi |  |

| 22 ottobre 1978 4ª giornata | Montevarchi | 2 – 0 | ALMAS |  |

| 29 ottobre 1978 5ª giornata | Albese | 1 – 1 | Montevarchi |  |

| 5 novembre 1978 6ª giornata | Montevarchi | 2 – 0 | Sangiovannese |  |

| 12 novembre 1978 7ª giornata | Montevarchi | 1 – 1 | Carrarese |  |

| 19 novembre 1978 8ª giornata | Cerretese | 1 – 2 | Montevarchi |  |

| 26 novembre 1978 9ª giornata | Massese | 0 – 0 | Montevarchi |  |

| 3 dicembre 1978 10ª giornata | Montevarchi | 1 – 0 | Prato |  |

| 10 dicembre 1978 11ª giornata | Grosseto | 0 – 1 | Montevarchi |  |

| 17 dicembre 1978 12ª giornata | Montevarchi | 1 – 2 | Montecatini |  |

| 30 dicembre 1978 13ª giornata | Sanremese | 0 – 1 | Montevarchi |  |

| 7 gennaio 1979 14ª giornata | Montevarchi | 1 – 0 | Derthona |  |

| 14 gennaio 1979 15ª giornata | Savona | 2 – 2 | Montevarchi |  |

| 21 gennaio 1979 16ª giornata | Montevarchi | 1 – 1 | Civitavecchia |  |

| 28 gennaio 1979 17ª giornata | Siena | 1 – 0 | Montevarchi |  |

#### Girone di ritorno
| 4 febbraio 1979 18ª giornata | Montevarchi | 1 – 0 | Viareggio |  |

| 11 febbraio 1979 19ª giornata | Olbia | 0 – 0 | Montevarchi |  |

| 18 febbraio 1979 20ª giornata | Montevarchi | 4 – 2 | Imperia |  |

| 25 febbraio 1979 21ª giornata | ALMAS | 1 – 1 | Montevarchi |  |

| 4 marzo 1979 22ª giornata | Montevarchi | 0 – 1 | Albese |  |

| 11 marzo 1979 23ª giornata | Sangiovannese | 0 – 0 | Montevarchi |  |

| 25 marzo 1979 24ª giornata | Carrarese | 0 – 0 | Montevarchi |  |

| 1º aprile 1979 25ª giornata | Montevarchi | 1 – 1 | Cerretese |  |

| 8 aprile 1979 26ª giornata | Montevarchi | 1 – 0 | Massese |  |

| 22 aprile 1979 27ª giornata | Prato | 0 – 1 | Montevarchi |  |

| 29 aprile 1979 28ª giornata | Montevarchi | 1 – 0 | Grosseto |  |

| 6 maggio 1979 29ª giornata | Montecatini | 1 – 1 | Montevarchi |  |

| 13 maggio 1979 30ª giornata | Montevarchi | 1 – 2 | Sanremese |  |

| 20 maggio 1979 31ª giornata | Derthona | 1 – 1 | Montevarchi |  |

| 27 maggio 1979 32ª giornata | Montevarchi | 2 – 1 | Savona |  |

| 3 giugno 1979 33ª giornata | Civitavecchia | 1 – 1 | Montevarchi |  |

| 9 giugno 1979 34ª giornata | Montevarchi | 4 – 2 | Siena |  |